# Rune Velta
Rune Velta, norveški smučarski skakalec, * 19. julij 1989, Bærums Verk, Norveška.
Velta je prvi večji uspeh v karieri dosegel na Svetovnem prvenstvu v poletih 2012 v Vikersundu, kjer je osvojil srebrno medaljo na posamični tekmi. Na Svetovnem prvenstvu 2015 v Falunu je bil najuspešnejši skakalec prvenstva s štirimi medaljami, naslovoma prvaka na posamični tekmi na srednji skakalnici in ekipni tekmi, naslovom podprvaka na mešani tekmi in bronasto medaljo na posamični tekmi na srednji skakalnici. V svetovnem pokalu je dosegel pet uvrstitev na stopničke. 1. avgusta 2016 je napovedal konec kariere v starosti sedemindvajset let.